# Carpinus shensiensis
Carpinus shensiensis — вид квіткових рослин з родини березових. Поширення: Китай (Ганьсу, Шеньсі).

## Біоморфологічна характеристика
Це дерево заввишки до 15 метрів; кора темно-сіра. Гілочки пурпурно-коричневі, в молодості густо запушені. Ніжка листка 7–17 мм, густо запушена. Листкова пластинка довгаста або оберненояйцеподібно-довгаста 6–9 × 3–4.5 см, знизу рідко запушена вздовж жилок, бородчаста в пазухах бічних жилок, зверху гола, густо залозисто-крапкова, основа серцеподібна, рідко майже заокруглена, край регулярно і подвійно дрібно-пилчастий, верхівка загострена або гостра; бічних жилок 14–16 з кожного боку від середньої жилки. Жіноче суцвіття 7–9 × 4–4.5 см. Горішок широкояйцеподібний, ≈ 4 × 3 мм, голий, крім ворсинчастого на верхівці, з рідкісними, коричневими, смолистими залозами та помітними ребрами. Цвітіння: травень і червень, плодіння: липень і серпень.

## Середовище
Населяє помірні широколистяні ліси; на висотах 800–1000 метрів